# 警車 (變形金剛)

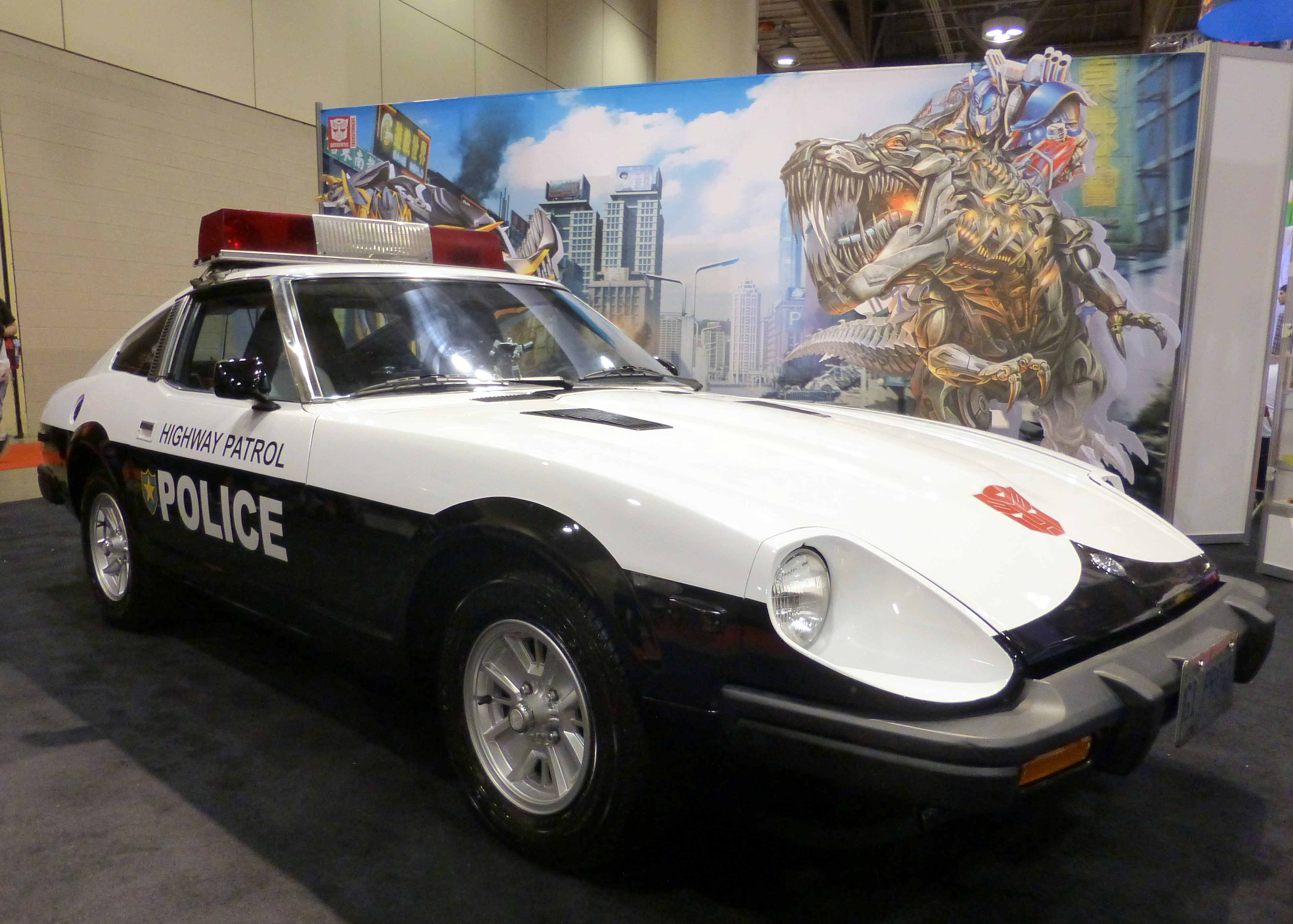
2014年在多伦多举办的加拿大粉丝博览会。

巡弋者( Prowl )是變形金剛中系列中的其中一個角色。通常是博派(Autobot)成員，變形為一輛警車或是類似的警用載具，身體以黑白色為主色，頭上有兩個紅色的「角」。

## 動畫

### G1系列
在1984年開播的G1系列中，巡弋者是動畫中相當活躍的角色之一，在早期動畫還相當混亂的時期，巡弋者已經是少數有明確的角色定位的角色。由麥可‧貝爾(Michael Bell)聲演，和側掃(Sideswipe)、機器恐龍(Dinobot)飛鏢(Swoop)、急救員(First-Aid)、小諸葛(Grainstorm)、狂派(Decipticon)昆蟲金剛(Insecticon)炸彈(Bombshell)、垃圾星人(Junkion)等人共用同為配音員。
在動畫設定中，巡弋者是博派副官，柯博文(Optimus Prime)的左右手，不過和與同為副官的爵士(Jazz)相比之下，巡弋者就較為保守，總是以紀律為優先，絕對遵從上級─首領柯博文下達的命令，且一旦接受任務指派，就一定會竭盡所能的將任務完成。
個性敘述上，早期的是設定顯示巡弋者喜歡努力探索隱藏在事件中的原理和邏輯。也是一位很好的傾聽者。擁有博派中歷史最為悠久的邏輯頭腦。能在極短的時間內對複雜的戰局作出全方位的分析，同時快速的給與博派建議。

#### 《變形金剛大電影》(Transformers: The Movie)
基於巡弋者的玩具停產，因此在1986年的動畫電影中，巡弋者成為眾多因為「玩具停產」而在劇中陣亡的角色之一。
在電影前期，狂派登上博派的太空船時，巡弋者被建造狂(Constructicons)的其中一個成員射殺、內部融化而死。

#### 玩具
巡弋者的玩具是來孩之寶從多美公司的戴亞克隆(Diaclone)系列購買的載具之一，他和另外兩個博派同伴藍霹靂(Streak)和煙幕(Smokescreen)共用同一個模具，僅有配色上的不同，另外，在第二年推出的玩具中，狂派成員中同樣變形為警車的判官(Barricade)也和巡弋者採用同樣的模具。

### 百變金剛(Transformers: Beast Wars)
在1996年由《百變金剛》開啟的系列中，巡弋者並不是主要角色，也從未出現在動畫作品中。不過在此世界觀中，確實曾經推出了一個同樣以「巡弋者」(Prowl)為名的角色，然而與G1系列中的巡弋者差距不小。
此版本的巡弋者變形成一隻獅子，並且可以和變形成犀牛的同伴鐵皮(Ironhide)以及變形成老鷹的同伴銀箭(Sliverbolt)合體成為強大的百獸王(Magnaboss)，並在1997推出玩具。

### 變形金剛：Car Robot
在2001年的動畫中，巡弋者的形象和過去有些差異，不過大致上還算是相似。
此版本的巡弋者同樣變形成警車，個性也比較照本宣科、一板一眼，但是在身體的外觀設定上則差異較大，和該作的美術風格相當符合。

### 變形金剛進化版(Transformers: Anamated)
在2008年的動畫中，巡弋者成為該作品的主要角色之一，不過和其在G1系列中的形象卻有所差異。巡弋者在本作中的形象類似一位忍者，身體以黑色和金色為主，身材細瘦修長，眼睛是一個輛藍色的V形墨鏡，在獲得了邊車的武裝升級後則變得比較類似武士的形象，使用武器是飛鏢。其地球載具形態為警用機車，在後段劇集中獲得了其師傅的盔甲，在載具型態變成摩托車的邊車。
此版本的巡弋者是柯博文團隊的非正式隊員，因為意外而被迫加入他們的隊伍中，但是之後也和團隊產生了緊密的聯繫和認同感。於最後一集犧牲自己的生命去聚集火種源碎片，其遺體被送回賽博坦星。
巡弋者的個性和熱情、好動的大黃蜂完全相反，偏好靜物，為了觀察靜物有時甚至可以坐個一整天。
在本作中，巡弋者是一位賽博忍者，曾經在賽博坦上接受武玄天的指導，是爵士的師兄弟，不過其師傅後來被前師兄地獄獵人殺死。

### 變形金剛：Cyberverse(Transformers: Cyberverse)
在2018年的作品中，巡弋者在第二季開始作為方舟號中的常駐背景角色，經常可以看到他在方舟號裡保養武器、擦拭槍械。

和狂派的影襲者(Shadowstriker)互為死敵，不過是在第二季第7集〈談判〉的劇情中，在柯博文和密卡登閉室密談期間，一度因為對武器的共同愛好而相處融洽，但隨著談判破裂而再度反目。然而，在第三季第４集〈賽博坦之戰：第四部分〉中，為了擋住影襲者對柯博文的射擊而死，也讓影襲者錯愕不已並停止攻擊。

此版本的巡弋者造型相當接近G1動畫，以黑白色為主色，頭上有兩根長長的紅角，背後有車門形的翅膀、車頭變成腳尖，不過在左肩上額外增加了金色的盾形警徽。由迪克‧特胡恩(Dick Terhune)聲演，和賽博坦酒保麥卡丹(Maccadam)、邪惡泰坦金剛深海居者(Dweller)、昆特紗科學家(The Scientist)、昆特紗五面法官的其中一張臉混沌(Chaos)等角色共用同一名配音員。

### 變形金剛：地球火種(Transformers: Earthspark)
在2022年開播的動畫中，巡弋者出現在聚集之前、孩之寶就一推出了此系列的巡弋者豪華戰將級(Deluxe Class)玩具，但是以《變形金剛：Cyberverse》中羅德的模具進行改模重塗而來。
多美在2024年也推出日本版《地球火種》世界觀的巡弋者，同樣是將《變形金剛：Cyberverse》中的模具重塗再販，玩具名稱為「ESD-10 DX プロール」，不過重塗的模具是巡弋者自己的模具，然而此版本後來取消發售。
後來巡弋者在第三季第４集登場。在本作中，巡弋者的外觀維持了許多經典要素，像是頭上的角、黑白配色、背後的翅膀等等，變形成一輛賽博坦懸浮車，武器為一把小型雷射槍，車輛狀態的輪胎在人形時在腳踝兩側、讓巡弋者在機器人形態下可以飛行。角色設定上，本作中的巡弋者被設定為柯博文的老友，在過去抓捕的狂派是博派中最多的，原本在賽博坦留守，但是為了尋找柯博文等人而離開賽博坦、之後和母星失聯並迫降在地球上、之後被部分狂派奪走。有偵探般的個性和辦案能力，但較為冷漠，且一開始對於加入博派的密卡登極度不信任。由艾瑞克‧鮑札（Eric Bauza）配音。

## 漫畫

### IDW G1

#### 個性
在2005年~2019年版本的漫畫中，巡弋者是博派中最擅於陰謀的成員，掌握大量不為人知的情報，並且在個性中完全以邏輯、理性為唯一目標，以此祕密地從事許多其他人都不知道的計畫、交易、討論和任務指派，包括將霸王(Overlord)偷偷運上失落之光號(Lost Light)、秘密控制老杯(Kup)等等計畫，凡是符合他所謂的「大義」的計畫，不論會造成多少犧牲和傷亡都可以容忍。處理器很強，能夠同時計算800個移動中的物體，也可以反過來藉由地上的物體計算移動前的狀態。

#### 外觀
此版本的巡弋者依據不同的刊物而在外形上並不統一，不過大致上符合G1起塑造的傳統形象，身體以黑白色為主，機器人形態的背後有一對車門形的「翅膀」，頭上有兩隻紅色的角，不過在與柯博文決裂的戰鬥後，其中一隻角受損。變形成警車或是其他類似的警用載具。

#### 經歷
巡弋者出生於賽博坦上的雲霧鎮(Petrex)地區，養成了嚴格遵守紀錄的性格，之後在某個時間點成為執法人員，和電腦怪傑(Chromedome，當時還叫做Tumbler)成為搭檔，在戰前曾經一起在由紅色警戒(Red Alert)擔任治安官的社區調查過一起狂派成員對議員的刺殺事件。之後在御天至尊(Sentanal Prime)成為博派領袖期間成為其手下的安保部門成員之一，試圖從內部破壞腐敗的系統，並率先注意到名叫「密卡登」的角鬥士崛起，在密卡登殺死御天至尊後發現御天至尊的屍體頭部消失。之後由澤塔至尊(Zeta Prime)上台，
在戰爭開始後加入博派，並成為柯博文的參謀、提供各種以邏輯推理得到的結果，不過並不總是被柯博文採納。
祕密的持有博派武器實驗室鍛金實驗室出產的一些禁用武器。
在戰後，某一次他的計劃洩漏之後與柯博文發生爭論、並大打出手，最後被心灰意冷柯博文放棄，別無選擇也失去信任的巡弋者只能和狂派的工程金剛為伍。
在戰後的賽博坦秘密行動，指使女殺手雅希從事各種刺殺行動，後來揭露他當時已經被狂派中具有心靈控制能力的昆蟲金剛─炸彈所控制。
負責發派任務給剎車(Skids)和奪路(Getaway)這樣的特工，曾經派他們去暗殺提爾萊斯特大法官，但是失敗。
在衛星遇到福特巨人(Fortress Maxima)時，遭到其痛毆，因為巡弋者在格拉斯九號監獄被突破之後整整三年才派出救援隊、在此期間福特巨人持續遭受狂派占領者的虐待。
在《黑暗賽博坦》刊物聯動事件中，失落之光號回到賽博坦短暫停靠時、巡弋者曾經和電腦怪傑再次交談、以強烈的邏輯要求對方留在賽博坦為自己做事，但是因為提及電腦怪傑的戀人─發條(Rewind)的死而和對方爭吵、打鬥、最後決裂。
在本作中，巡弋者有兩次合體經驗，其中一次是在狂派工程金剛(Constructicons)合體成為蹂躪者(Devastator)時、被迫擔任其頭部，另一次則是在天鑄星、和柯博文、鐵皮、太陽紋等人借助合和之秘(Enigma od Combination)的力量合體、以對抗威脅者。

## 外部連結
1. ↑  ,   [2023-12-18], （原始内容存档于2023-04-15）
2. ↑  ,   [2023-12-18], （原始内容存档于2024-01-24） （中文（中国大陆））
3. ↑  ,   [2024-03-16], （原始内容存档于2022-05-08）
4. ↑  . Transformer World 2005 - TFW2005.COM. 2024-04-30  [2024-05-06]. （原始内容存档于2024-11-30） （美国英语）.
5. ↑  . X (formerly Twitter).   [2024-05-28]. （原始内容存档于2024-05-28）.
6. ↑  Peters, Megan. . ComicBook.com. 2024-10-24  [2024-12-18] （美国英语）.